# Sarah Amherst
Sarah Amherst, comtesse Amherst (née Archer, plus tard Sarah Windsor, comtesse de Plymouth ; 1762-1838), créditée comme Sarah Amherst, est une naturaliste et botaniste britannique qui vivait en Inde. Elle identifie plusieurs espèces qui portent son nom, dont une variété de faisan (Chrysolophus amherstiae) et un arbre à fleurs (Amherstia nobilis),.

## Mariages et descendance
Elle est la fille d'Andrew Archer (2e baron Archer) et Sarah West, fille de James West. Elle est mariée à son cousin germain Other Windsor (5e comte de Plymouth), de 1778 jusqu'à sa mort en 1799. Ils ont les enfants suivants :
- Other Windsor (6e comte de Plymouth) (1789–1833) ;
- Lady Maria Windsor (1790–1855), qui épouse Arthur Hill (3e marquis de Downshire)
- Harriet Windsor-Clive, 13e baronne Windsor (1797–1869), qui épouse Robert Clive.

Elle se remarie à William Amherst, 1er comte Amherst. Leurs enfants sont :
- Lady Sarah Elizabeth Pitt Amherst (1801–1876), qui épouse Sir John Hay-Williams, 2e baronnet
- Hon. Jeffrey Amherst (1802–1826) ;
- William Amherst (2e comte Amherst) (1805–1886) ;
- Hon. Frederick Campbell Amherst (1807–1829).